# ジャシー
ジャシー（Jassie、1982年 - ）は、アメリカ合衆国のポルノ女優、アダルトモデルである。ヨーロッパ、日本に由来を持つ。ジャシー・ルイス名義で2002年9月のペントハウスペットに選出されたほか、2003年にAVNの最高新人女優賞の受賞候補にもなった。

## 受賞とノミネート
- 2006年AVNアワード 最優秀オーラルセックスシーン・ビデオ[2]、最優秀グループセックスシーン・ビデオ[3] - 『Squealer』